# 河村電器産業
河村電器産業株式会社（かわむらでんきさんぎょう、英: kawamura Electric Inc. ）は、分電盤、キュービクル、キャビネット、ボックス、ラック、ブレーカー、省エネ・情報通信機器等の製造をおこなう企業。

## 沿革
- 1919年（大正8年） - 個人事業として創業。
- 1967年（昭和42年） - 株式会社に組織変更。
- 1992年（平成4年） - 本社を現在地に移転。
- 1998年（平成10年） - 全生産工場でISO9001認証取得。
- 1999年（平成11年） - 暁サイト（本社・暁第一・第三工場）でISO14001認証取得。
- 2001年（平成13年） - 水俣工場でISO14001認証取得。
- 2002年（平成14年） - つくば工場でISO14001認証取得。
- 2004年（平成16年） - カワムラ西日本株式会社を設立。

## 主な製品
- キャビネット（ボックス）
- 分電盤
- 安全ブレーカ
- 漏電ブレーカ
- キュービクル
- ラック
- 太陽光発電システム関連製品
- 電気自動車充電器関連製品
- 省エネ・情報通信機器

## 事業所
- 本社
- 支店（北海道、東北、北関東、首都圏統括、北陸、中部、近畿、中四国、九州）
- 工場（暁、札幌、郡山、つくば、本地第一、本地第二、水俣）

## 国内グループ企業
- 河村電器販売株式会社
- 株式会社キッズウェイ
- 株式会社テクノバン
- 河村物流サービス株式会社

## 海外グループ企業
- 河村電器(中国)有限公司
- 上海河村電気有限公司
- 河村機電(上海)有限公司
- 河村電器国際貿易(上海)有限公司
- Kawamura Electric Sales (Thailand) Co.,Ltd.
- Thai Aichi Denki Co., Ltd.